# Małołąckie Siodło
Małołąckie Siodło (ok. 1820 m) – przełączka w północno-zachodniej grani Małołączniaka w Czerwonych Wierchach w Tatrach Zachodnich. Znajduje się pomiędzy Kobylarzową Kopką (ok. 1823 m) a Skrajną Małołącką Turnią (1830 m). Jest to płytko wcięta przełączka, w grani jest jednak wyraźnie widoczna. Jest trawiasta. Na zachodnią stronę, do Doliny Miętusiej opada z niej jedna z dwóch odnóg głębokiego Kobylarzowego Żlebu, na wschodnią, do Doliny Małej Łąki jedna z dwóch odnóg Żlebu Pronobisa. Drugie odnogi tych żlebów podchodzą pod Kobylarzowe Siodełko.
W pobliżu przełączki znajduje się jaskinia Meander w Małołąckim Siodle.
Wejście z Kobylarzowego Żlebu na Małołąckie Siodło jest łatwe, szlak turystyczny jednak prowadzi drugą odnogą Kobylarzowego Żlebu, przez Kobylarzowe Siodełko. Natomiast z Doliny Małej Łąki, a dokładnie z Piargów nad Zagonem Żlebem Pronobisa prowadzi taternicka droga wspinaczkowa. Pierwsze przejście zimowe: Wojciech Dzik i Marek Pronobis 6 lutego 1976 (V stopień trudności w skali trudności UIAA). Letniego przejścia brak.